# OS/360
OS/360 (офіційна назва IBM System/360 Operating System) — сімейство операційних систем, розроблених компанією IBM для мейнфреймів System/360 в період починаючи з 1964 року. Еволюцією OS/360 для машин IBM System/370 стали операційні системи OS/VS1 і OS/VS2 (а саме, варіанти OS/VS2 SVS і MVS (операційна система)).
Керівник проекту — Фредерік Брукс.
Історія створення OS/360 описана в відомій книзі Фредеріка Брукса «Міфічний людино-місяць».